# Гараньюнс
Гараньюнс (порт. Garanhuns) — муниципалитет в Бразилии, входит в штат Пернамбуку. Составная часть мезорегиона Сельскохозяйственный район штата Пернамбуку. Входит в экономико-статистический микрорегион Гараньюнс. Население составляет 124 996 человек на 2007 год. Занимает площадь 472 км².
Праздник города — 4 февраля.

## История
Город основан в 1811 году.

## Статистика
- Валовой внутренний продукт на 2005 год составляет 564 875 mil реалов (данные: Бразильский институт географии и статистики).
- Валовой внутренний продукт на душу населения составляет 1283,97 реалов (данные: Бразильский институт географии и статистики).
- Индекс развития человеческого потенциала на 2000 год составляет 0.693 (данные: Программа развития ООН).